# Ligatur
En ligatur opstår i skrift og typografi når to eller flere skrifttegn skrives eller trykkes som en enhed. Ligaturer erstatter typisk tegn, der optræder ved siden af hinanden, når disse har ensartede delkomponenter. Et bogstav med en accent opfattes dog normalt ikke som en ligatur, selvom det i gammeldags typografi kræver brug af en speciel tegnblok, præcis som en ligatur gør. Ligaturer er en delmængde af en mere generel klasse af figurer, kaldet "kontekstuelle former". Kontekstuelle former beskriver et tilfælde, hvor formen af et tegn afhænger af dets omgivelser (kontekst).

## Eksempler

### Familien af ligaturer for bogstavetf
Et af de mest almindeligt genkendelige ligaturer er "fi". Da prikken over et lille "i" kolliderer med buen på det lille "f", når "f" og "i" trykkes ved siden af hinanden, kombineres disse til et enkelt tegn, hvor prikken er opslugt af enden af buen i bogstavet "f": "ﬁ". Dette er kun et enkelt eksempel på den følgende serie af ligaturer: "fi", "fl", "ff", "ffi" og "ffl". Tidligere var "ft" også en ligatur i denne serie.
I omhyggelig typografi anvendtes ligaturen "fi" kun når de to bogstaver indgår i samme stavelse. Denne regel overholdtes normalt i tysk bogtryk, medens man i dansk kan finde den brugt i ord som hofintrige eller telegrafingeniør.

### Dobbelt-v
Da bogstavet W ikke er i det latinske alfabet blev lyden oprindeligt skrevet på forskellige måder. På oldengelsk blev runen wynn (Ƿ) brugt, men normannisk indflydelse tvang dette tegn ud. Senere blev to V'er eller U'er sammenskrevet. Oprindeligt krydsede de to V'er i midten, som kan ses i ældre skrifttyper og Wikipedias logo. VV udviklede sig derfor til W, men det moderne latinske bogstav W er ikke en sand ligatur, da det repræsenterer en anden lyd end to V'er eller U'er sat sammen.

### Tegnet &
Det mest almindelige af nutidens ligaturer er nok og-tegnet: "&".
&-tegnet var oprindeligt en ligatur af "Et", latin for "og". Ligaturen har præcis samme brug, bortset fra udtalelse, i fransk, engelsk, dansk og mange andre sprog. Tegnet optræder i mange former, hvoraf de oprindelige komponenter ("e" og "t") i visse skrifttyper er mere tydelige.

### Tegnet @
Der er tvivl om hvorvidt "@" er en ligatur eller om det blot er et stilistisk "A". Der er ingen tvivl om at det i dag i den engelsktalende verden bruges som "at". Det er eksempelvis typisk at se et skilt à la "two apples @ $1.50" (to æbler à $1.50) i grøntafdelingen af et amerikansk supermarked.[kilde mangler]
Denne brug har ledt til antagelsen om at "@" er en ligatur af "ad" (latin for "mod" eller "ved", ikke direkte det engelske "at"), hvor d'ets lodrette streg omcircler a'et.
Nyere forskning ved Giorgio Stabile Arkiveret 25. december 2004 hos  Wayback Machine har dog, baseret på læsninger af 1300-talst skrifter fra Firenze, vist at tegnet oprindeligt blot er en forkortelse af "amfora" (krukke).

### Tegnet ß
ß-tegnet kaldes også dobbelt-s og findes kun på tysk. Her kaldes det eszett (sz) eller scharfes s (skarpt s) eller snølle-s, og nogle gange også Ringel-S eller Dreierles-S. Tegnets oprindelse skal findes i de gotiske bogstaver, hvor bogstavet s kunne skrives på 2 måder: Et højt, f-lignende bogstav og et normalt s (ældre antikvaskrifter havde et tilsvarende højt s ved siden af det normale s). Der var regler for, hvornår man brugte det høje s og hvornår det normale. ß er resultatet af en sammentrækning af det høje s og et z. Bemærk at ß er et lille bogstav; Indtil 2008 fandtes ß ikke som stort, da det ikke kan optræde i begyndelsen af et ord. På initiativ af det tyske institut for normering, blev Unicode-tegnsættet officielt suppleret med sådan et – og så er det teknisk muligt at bruge bogstavet i ord med gennemgående versaler. Forkortelsen SS skrives ligeud med s'er.

### Ligatur eller selvstændigt bogstav?
Det er vigtigt at fremhæve at tegnet Æ (æ) når det bruges i dansk, norsk eller oldengelsk ikke er en ligatur, men et selvstændigt bogstav og vokal, og den sorteres som sådan, frem for at blive placeret mellem "ad" og "af".
Dette tegn stammer fra latin æ = ae. I klassiske latinske tekster bruges udelukkende ae, men i middelalderlige og nylatinske tekster bruges der snart æ og snart ae efter skriverens eller trykkerens præference. Derfor opfattes bogstavet som en ligatur, når det bruges på latin eller, når latinske navne skrives på fransk eller engelsk. Tilsvarende kan Œ (œ) bruges i stedet for oe i nylatinske tekster og på fransk. På fransk er ligaturen gængs, men den kan erstattes med OE (oe), hvis der er tekniske begrænsninger, der hindrer brugen af œ. Dermed er dette også en ligatur på latin og fransk.
Andre tegn, der ikke optræder på hverken dansk, engelsk eller fransk omfatter blandt andet ĳ, der er afledt af "ij" og på hollandsk opfattes som ét bogstav (således IJmuiden, tidligere også skrevet Ymuiden). "Ll" er en digraf som på walisisk er et bogstav, men som ikke optræder på de fleste lister over tilgængelige tegn.

## Stilistiske ligaturer
De fleste ligaturer er udviklet til brug i kursive skrifttyper. Skrifttyper i kursiv brugte det lange "s" (ſ) i ligaturer for "sh", "sch", "sp", "st" og "sz". Der er også eksempler på brug af formene "as", "ch", "ck", "nd", "ng" og "ll", og der er en ligatur som lader tværstregen i "Q" gå under et "u", selvom dette blev gjort ved knibning eller ved at have et specielt "u" med tværstregen under det.
En antikva skrifttype, lavet af den franskmanden Garamond har en kapitæl ligatur "Rx" for brug til recepter. "Rx" er en forkortelse for de latinske ord recipe, der betyder "(mod)tag!". Den samme skrifttype har en minuskel "l" sat sammen med den efterfølgende apostrof, for brug i de tilfælde hvor artiklen "le" sammensættes med det efterfølgende ord, hvis dette starter med en vokal, som i eksemplet "l'amour".
Den kursive "Snell Round Hand" indeholder ligaturen "o'c", udelukkende til brug for den engelske frase "o'clock", idet "o" er ornamenteret i skrifttypen. Til brug for engelsk nummerering har skrifttypen minuskler for "nd", "rd", "st", and "th".

## Brug af knibning som alternativ
En ligatur er ikke den eneste måde at ændre udseendet af en side. Ud over muligheden for at fastsætte et bestemt tegn som en ligatur, kan den relative position af enkelte tegn ændres ved knibning. Fontene til Apple-computere omfatter et "i" uden prik, hvilket muliggør knibning af eks. "fi" og "Ti" i stedet for at bruge en speciel ligatur.

## Andre betydninger
- Ligatur (medicinsk)
- Ligatur (saxofon)